# Моркоп
Моркоп — це традиційна випічка з Нідерландів, що складається з профітролі (листкового крему), наповненого збитими вершками. Зверху профітролі глазурують білим або чорним шоколадом. Часто зверху йдуть збиті вершки, шматочок мандарину або шматочок ананаса.
Назва moorkop дослівно перекладається як «голова мавра». Щоб менше образити, деякі торговці тепер продають їх під назвою chocoladebol.